# Isaura Navarro i Casillas
Isaura Navarro i Casillas (València, l'Horta, 5 de novembre de 1973) és una advocada valenciana, va ser consellera d'Agricultura, Desenvolupament Rural, Emergència Climàtica i Transició Ecològica de la Generalitat Valenciana entre 2022 i 2023 al govern del Botànic presidit per Ximo Puig.

## Biografia
És llicenciada en dret per la Universitat de València. El 1997 obté la llicenciatura en l'especialitat de Dret d'Empresa realitzant els cursos de doctorat a la càtedra de Dret del Treball. És militant i advocada de la Federació de Serveis i Administracions Públiques de Comissions Obreres des del 2000. Resideix al barri del Carme de València, on ha estat implicada amb el fort moviment veïnal col·laborant i assessorant jurídicament a l'Associació de Veïns i Comerciants "Amics del Barri del Carme".

### Carrera política
Va ser elegida diputada per IU al congrés espanyol a les eleccions del 2004. Fou escollida cap de llista a la circumscripció de València a través de la candidatura Esquerra Unida - L'Entesa. Fins al 2008 va ser secretària quarta de la taula del Congrés i va formar part de la presidència federal d'IU.
Després de les eleccions autonòmiques del 2007, s'esdevé una crisi a la federació valenciana Esquerra Unida del País Valencià (EUPV). El corrent intern Esquerra i País (EiP), del qual formava part Navarro, entra en contradiccions amb el Partit Comunista del País Valencià (PCPV) el que suposà l'escissió d'EiP i la creació del nou partit polític Iniciativa del Poble Valencià (IdPV) en què Navarro s'integrà.
En les eleccions generals de 2008, Isaura Navarro va ser elegida cap de llista d'aquesta nova coalició, la formada per Bloc-Iniciativa-Verds, amb el lema Units som més. Aquesta candidatura no aconseguí l'objectiu d'obtenir representació i Navarro va abandonar la política activa durant un temps.
La diputada Mónica Oltra la va recuperar com a assessora d'assumptes parlamentaris a la VIII Legislatura i a les eleccions a les Corts Valencianes de 2015 aconseguí l'acta per la circumscripció de València. Quatre anys després no renovarà l'acta de diputada però va ser nomenada el juny de 2019 Secretària Autonòmica de Salut Pública dins l'equip de la conselleria de Sanitat Universal de la Generalitat Valenciana dirigida per la consellera del PSPV Ana Barceló des d'on va fer front a la greu crisi provocada per la Pandèmia de la Covid-19.
L'octubre de 2022 va assumir la Conselleria d'Agricultura, Desenvolupament Rural, Emergència Climàtica i Transició Ecològica després del cessament de l'anterior consellera Mireia Mollà. Aquest canvi es circumscriu en el debat intern al si de Compromís i dels partits que conformen el govern de la Generalitat pel que fa al model territorial per a la implantació de les energies renovables.
Després de les eleccions a les Corts de 2023 va seguir de diputada ara a l'oposició al nou govern de la Generalitat conformat pel Partit Popular (PP) i Vox.